# Saadat Ali
Saadat Ali, född 1752, död 1814, var en indisk monark. Han var regerande nawab av Awadh (kung av Oudh) mellan 1798 och 1814.
Han slöt ett fördrag med britterna där han avstod hälften av Oudhs territorium i utbyte mot brittiskt beskydd. 